# Anatole de la Woestine
Anatole de la Woestine, 5e marquis de Becelaere, grand d'Espagne, né à Paris le 14 décembre 1786 et mort dans la même ville le 25 avril 1870, est un général et homme politique français du XIXe siècle. Il est notamment gouverneur des Invalides de 1863 à sa mort.

## Origines familiales
Anatole Charles Alexis de la Woestine est né rue Saint-Thomas à Paris le 14 décembre 1786. Il est baptisé dès le lendemain en l'église Saint-Germain. Il est le fils de Charles de la Woestine, 4e marquis de Becelaere et de Caroline Brûlart de Genlis, sa femme.
Il est issu d'une famille noble d'origine flamande. Son ancêtre, Maximilien de la Woestine obtient de Louis XIV l'élévation de la baronnie de Becelaere en marquisat. Son père, Charles de la Woestine, est capitaine des gardes du duc de Chartres. Sa mère, Caroline Brûlart de Genlis, est dame de compagnie de la duchesse de Chartres et meurt prématurément en couches le 26 décembre 1786. Elle est la fille de Madame de Genlis, femme de lettres.
Son grand-père paternel, François-Maximilien de la Woestine, est guillotiné à Cambrai le 12 mai 1794. Par sa grand-mère paternelle, Éléonore de Cobenzl, il est le petit-neveu du diplomate autrichien Ludwig von Cobenzl.
Anatole de la Woestine a deux sœurs aînées, Adèle et Églantine, qui n'atteignent pas l'âge adulte.
Il est élevé par sa tante, Pulchérie Brûlart de Genlis, épouse du général de la Révolution Jean-Baptiste de Valence, dignitaire franc-maçon.

## Formation
À la fin de l'année 1800, il fait un voyage à Lunéville avec son père. Ce dernier le confie à son grand-oncle, Ludwig von Cobenzl, chef de la diplomatie autrichienne, pour achever son éducation. Le jeune Anatole manifeste un fort attachement à la France et vit mal son séjour à Vienne. Il finit par décourager les bonnes dispositions de son grand-oncle et est renvoyé en France après le traité de Lunéville.
Il entre à l'École militaire de Fontainebleau le 23 décembre 1804 et y fait ses études.

## Carrière

### Sous le Premier Empire
Il sert comme officier dans la Grande Armée. Le 19 avril 1806, il obtient son premier poste et devient aide de camp du général Defrance avec le grade de sous-lieutenant au 9e régiment de dragons. Quelque temps après, son oncle, le général de Valence, fait de lui son aide de camp. Il fait les campagnes de Prusse et de Pologne et participe aux batailles d'Iéna et de Friedland.
En 1809, il est envoyé en Espagne, le 11 août 1809, il est notamment blessé à la bataille d'Almonacid. Il est cité à l'ordre du jour de l'armée et nommé aide de camp du général Sébastiani. Il est promu capitaine le 22 juin 1810 et se signale au passage de Sierra Morena.
En 1812, il quitte l'Espagne pour participer à la campagne de Russie. Il assiste notamment à la bataille de la Moskova et fait la campagne de Saxe. Il se distingue à Lützen et Bautzen. Le 8 juillet 1813, il est nommé chef d'escadron, il prend part à la bataille de Leipzig.
Il est également à Saint-Dizier et devient colonel du 3e régiment de chasseurs à cheval peu avant la signature de la capitulation de Paris. Opposé au retour des Bourbon, il n'hésite pas à se moquer des émigrés qui rentrent à la suite des alliés : avec ses camarades, ils se déguisent en revêtant des uniformes rappelant l'Ancien Régime, s'installent ostensiblement au café Tortoni et se font appeler les « voltigeurs de Louis XIV ».
À son retour de l'île d'Elbe, Napoléon ne manque pas de l'interpeller sur cet épisode : « c'est donc vous, Monsieur, qui faites le voltigeur de Louis XIV ? ». L'empereur lui marque sa confiance en lui confiant le commandement des chasseurs et des dragons lors de la bataille de Waterloo. Il fait des prodiges de valeurs, mettant en déroute la cavalerie de Wellington.
Après la défaite, il suit l'armée sur la Loire, et après son licenciement, Anatole de la Woestine envoie sa démission au ministre de la Guerre, prétextant de son dévouement à l'empereur.

### Exil sous la Restauration
Il s'exile en Belgique où il tente de vivre comme marchand de vins. Dans les années 1820, il s'associe pour cela avec Angélique Gruyer et son frère Louis Gruyer. Mais ses affaires ne prospèrent pas.
Grâce à l'aide de Philippe-Antoine Merlin de Douai, lui aussi en exil à Bruxelles à l'époque, il découvre qu'une partie de l'héritage de sa mère a été spolié par sa tante, Pulchérie Brûlart de Genlis et son oncle, Jean-Baptiste de Valence. Il intente une action en justice contre ses spoliateurs, mais finit par accepter de négocier avec eux.

### Retour sous la monarchie de Juillet
En 1829, il rentre en France et assiste aux Trois Glorieuses. Le 12 août 1830, il reprend du service comme colonel du 6e régiment de hussards à la demande du maréchal Gérard.
Il est nommé maréchal de camp le 2 avril 1831, puis lieutenant général des armées le 21 avril 1841. Il est fait grand-officier de la Légion d'honneur le 24 avril 1847 par Louis-Philippe.
Il est rayé des cadres de l'armée active par le gouvernement provisoire de 1848, mais réintégré le 11 août 1849. Il devient alors président du comité de cavalerie, et à la veille du coup d'État du 2 décembre 1851, le prince-président le nomme à la tête de la Garde nationale de Paris .

### Sous le Second Empire
Le 26 janvier 1852, Napoléon III, nomme Anatole de la Woestine sénateur à vie. Il est admis à la retraite avec le grade de général de division le 19 février 1852.
Il reçoit la grand-croix de la Légion d'honneur le 14 janvier 1853 et l'empereur le fait gouverneur des Invalides le 22 octobre 1863. Malade, l'empereur lui rend une visite pendant laquelle Anatole de La Woestine refuse d'être inhumé dans la crypte des gouverneurs et de recevoir les honneurs attachés à cette cérémonie. Il décède dans l'exercice de ses fonctions, le 24 avril 1870, peu avant la chute du Second Empire.

## Unions et descendance
Dans les années 1810, il entretient une relation avec Joséphine Duchesnois (1777-1835), avec qui il a un fils :
- Anatole Charles Cyrus Rafin (1812-1850), militaire ayant fait Saint-Cyr, mort en Algérie.

Le 18 octobre 1843, il épouse à Paris Henriette de Cetto (1788-1848), veuve d'Auguste d'Helmstadt (1776-1842), et fille d'Anton von Cetto (1756-1847) et de Marie Cazin (1767-1811). Ils n'ont pas d'enfant.
Sans descendance, il adopte la nièce de son épouse, Oscarine de Cetto (1829-1897), afin qu'elle transmette son nom et ses titres. Le 1er juillet 1855, elle épouse Paul de Valabrègue. Ce dernier est écuyer de Napoléon III et est autorisé par décret du 20 juillet 1859 à joindre à son nom celui de son beau-père.

## États de service
- 19 avril 1806 : sous-lieutenant au 9e régiment de dragons ;
- 22 juin 1810 : capitaine ;
- 3 avril 1814 : colonel du 3e régiment de chasseurs à cheval ;
- 2 avril 1831 : maréchal de camp ;
- 21 avril 1841 : lieutenant général des armées.

## Décorations
- Grand-croix de la Légion d'honneur (14 janvier 1853), précédemment Grand-officier (24 avril 1847)
- Médaille militaire (15 août 1852)[5]

## Sources
- « Anatole de la Woestine », dans Adolphe Robert et Gaston Cougny, Dictionnaire des parlementaires français, Edgar Bourloton, 1889-1891 [détail de l’édition]